# Державний кордон Ефіопії

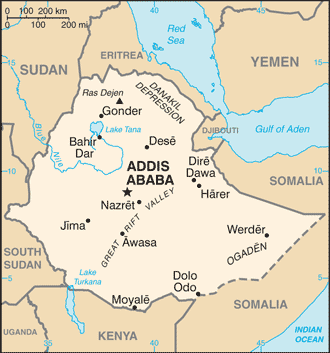
Карта Ефіопії

Державний кордон Ефіопії — державний кордон, лінія на поверхні Землі та вертикальна поверхня, що проходить по цій лінії, що визначають межі державного суверенітету Ефіопії над власними територією, водами, природними ресурсами в них і повітряним простором над ними.

## Сухопутний кордон
Загальна довжина кордону —  5925 км. Ефіопія межує з 6 державами. Уся територія країни суцільна, тобто анклавів чи ексклавів не існує. 
Ділянки державного кордону
| Держава         | Ділянка         | Довжина (км) | Прикордонні регіони | Примітки |
| --------------- | --------------- | ------------ | ------------------- | -------- |
| Джибуті         | північний схід  | 342          |                     |          |
| Еритрея         | північ          | 1033         |                     |          |
| Кенія           | південь         | 867          |                     |          |
| Сомалі          | схід            | 1640         |                     |          |
| Південний Судан | південний захід | 1299         |                     |          |
| Судан           | північний захід | 744          |                     |          |

Країна не має виходу до вод Світового океану.

## Спірні ділянки кордону
Кордон із Сомалі на сході, в області Огаден, яку населяють кочові сомалійці, не делімітовано.

## Історичні кордони

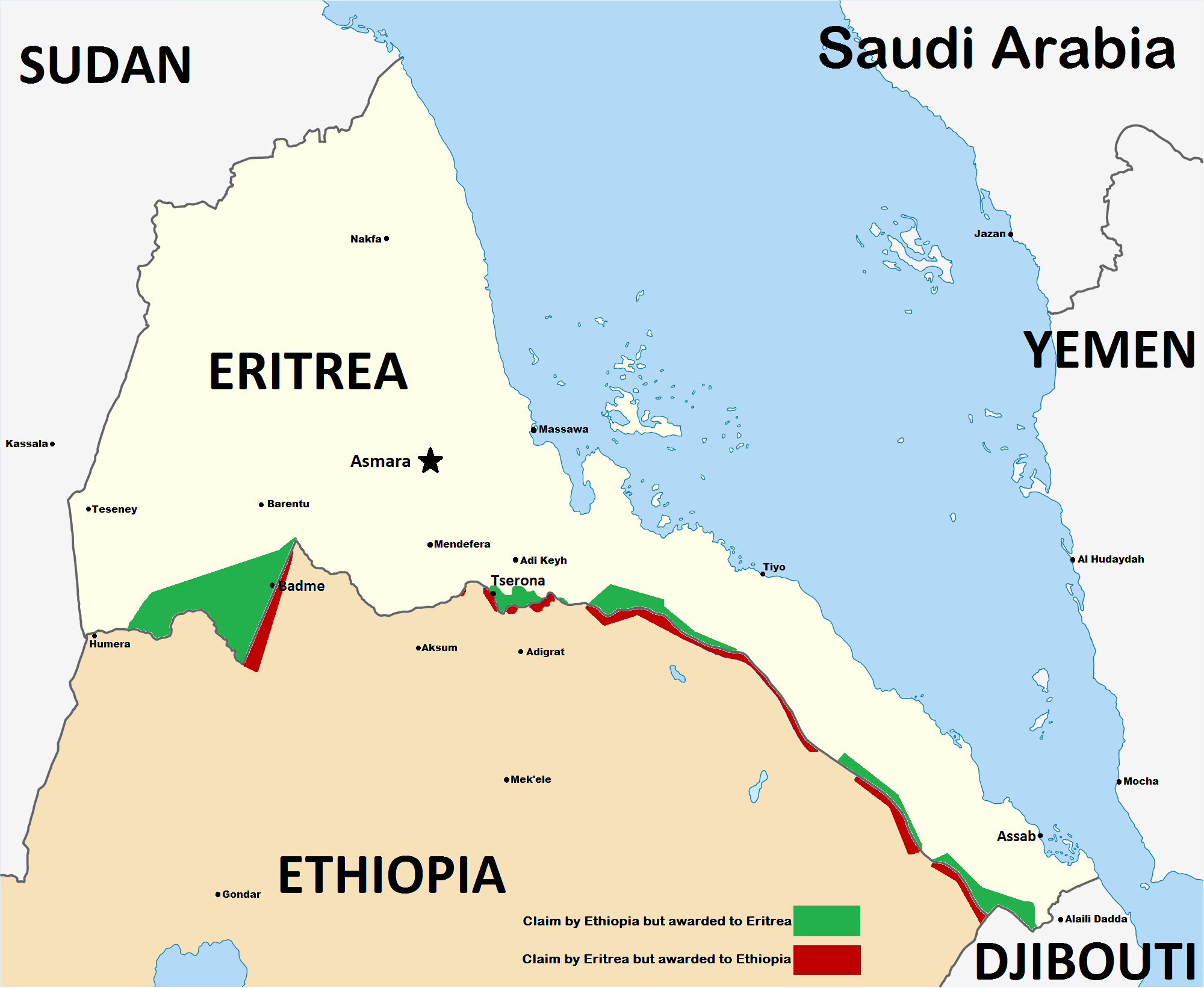
Вирішення ефіопсько-еритрейського прикордонного конфлікту в Міжнародному суді

До проголошення Еритреєю незалежності й подальшої війни 1991 року, Ефіопія мала вихід до Червоного моря. 1998-2000 року тривала Ефіопсько-еритрейська прикордонна війна. 2007 року Міжнародний суд вирішив суперечку двох країн й розподілив між ними спірні території.